# ヴィーナスの祝祭 (ルーベンス)
『ヴィーナスの祝祭』（ヴィーナスのしゅくさい、独: Venusfest、英: The Feast of Venus）は、フランドルのバロック期の巨匠ピーテル・パウル・ルーベンスが1636 – 1637年にキャンバス上に油彩で制作した絵画である。ヴィーナスの一面を表すウェヌス・ウェルティコルディア（性的に放埓な女性を貞節な女性に変える力を持つ）に敬意を表す古代ローマの祝祭ウェネラリア祭が空想として描かれている。作品は1685年にプラハの帝室コレクションに入り、1773年にはウィーンの帝室コレクションに移された。現在、ウィーンの美術史美術館に所蔵されている。

## 影響

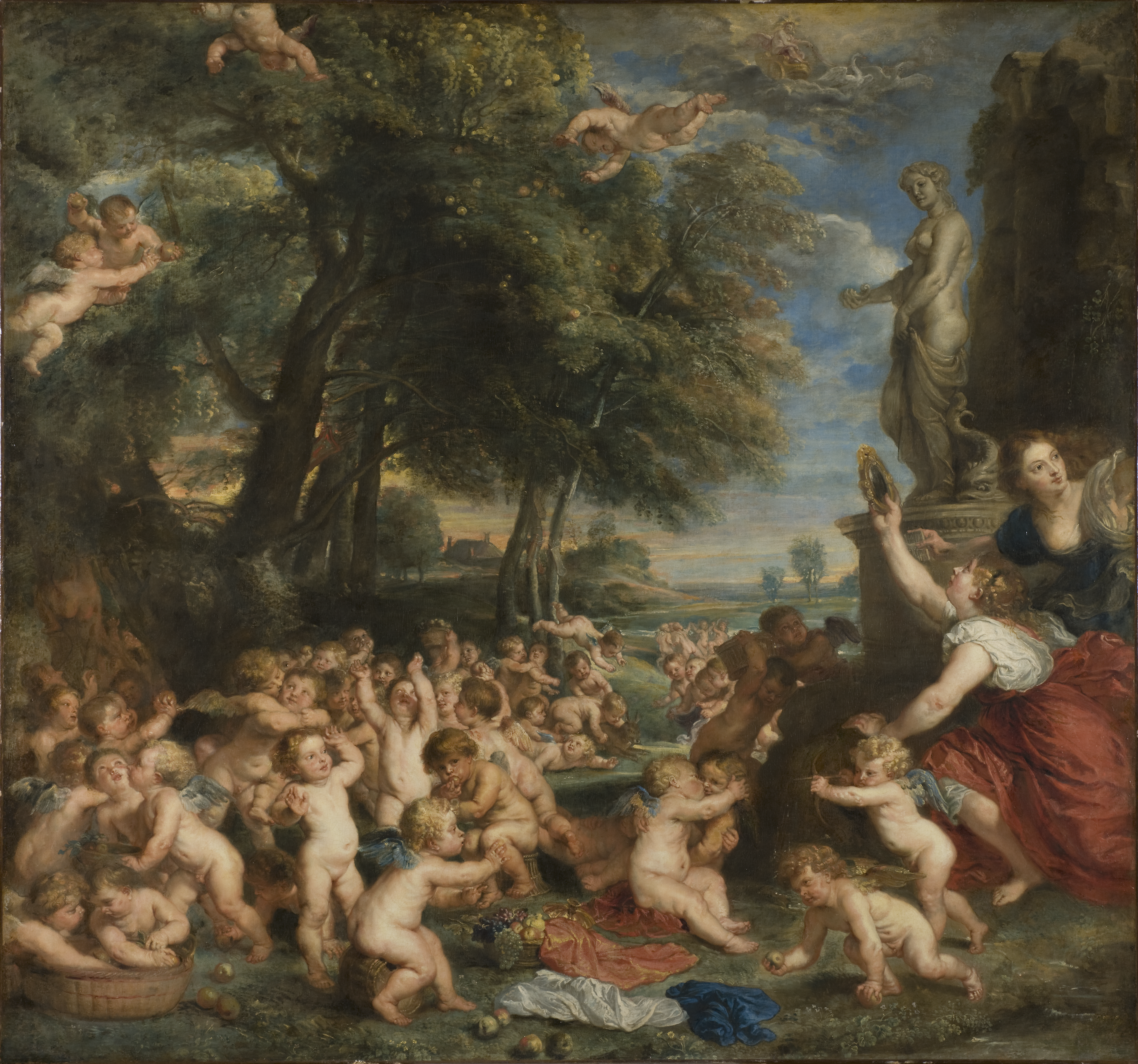
ルーベンス『ヴィーナスへの奉献』 (ティツィアーノの原画にもとづく)、1630年代、ストックホルム国立美術館

### ティツィアーノとピロストラトス
ルーベンスはティツィアーノを高く評価していた。彼はティツィアーノの『ヴィーナスへの奉献』（プラド美術館、マドリード）の複製を制作し、死去するまで自身の美術コレクションに残した。ティツィアーノの『ヴィーナスへの奉献』は、ソフィストであったレムノスのピロストラトスの『エイコネス』にもとづいている。『エイコネス』は、ナポリの近くにあった3世紀の別荘を飾っていたとされる古代の絵画に関する一連の記述から成り立っている。
「キューピッド」と題する記述で、ピロストラトスはキューピッドの集団を描いた絵画について述べている。彼らは芳香豊かな庭園でリンゴを取り、リンゴに口づけし、リンゴを投げ合い、自身を標的にした愛の矢を射るアーチェリーをし、格闘し、野ウサギ（多産の象徴）を追いかける。キューピッドが浮かれ騒いでいる間、ニンフは、銀色の鏡を持ち、金箔のついたサンダルを履き、金色のブローチを身に着けたヴィーナスの彫像を崇拝する。ティツィアーノの作品もルーベンスの複製も、この様子を非常に詳細に描いている。しかし、出来事が現在起こっているような造形的直截性や熱情は、ルーベンス独自のものである。 

### オウィディウス
オウィディウスの『祭暦』の第4巻（4月）も、ルーベンスの『ヴィーナスの祝祭』にインスピレーションを与えた。第4巻の詩の1部は、4月1日にヴィーナスとフォルトゥーナ・ウィリリス（画面には描かれていない）に敬意を表して開かれた女性たちの祝祭を描写している。祝祭には、ヴィーナス像の洗浄と装飾、ギンバイカの枝の下での儀式的入浴、フォルトゥーナ・ウィリリスが肌の傷を人目から隠せるように彼女に香を捧げることなどが含まれる。他の資料の裏付けのない『祭暦』は、階級と儀式の目的との区別を曖昧にする祝祭の、いくらか矛盾した記述をしている。当初、このカルトは、女性が「美、徳、名声」を保てるように心を性欲から貞節へと向けることを目指していた。しかし、花嫁と寡婦に加えて、オウィディウスは「髪紐とストラ（長い衣）を身に着けてはならない」存在を加えている。この存在とは、古代ローマの娼婦を婉曲に示唆したものである。彼女たちは髪飾りを着けたり、上品な寡婦の服装をしたりすることは許されず、代わりに短いチュニックとトガを身に着けていた。彼女たちは貞節を求められなかったため、彼女たちが祝祭に参加したことには別の目的があったに違いない。

## 構図

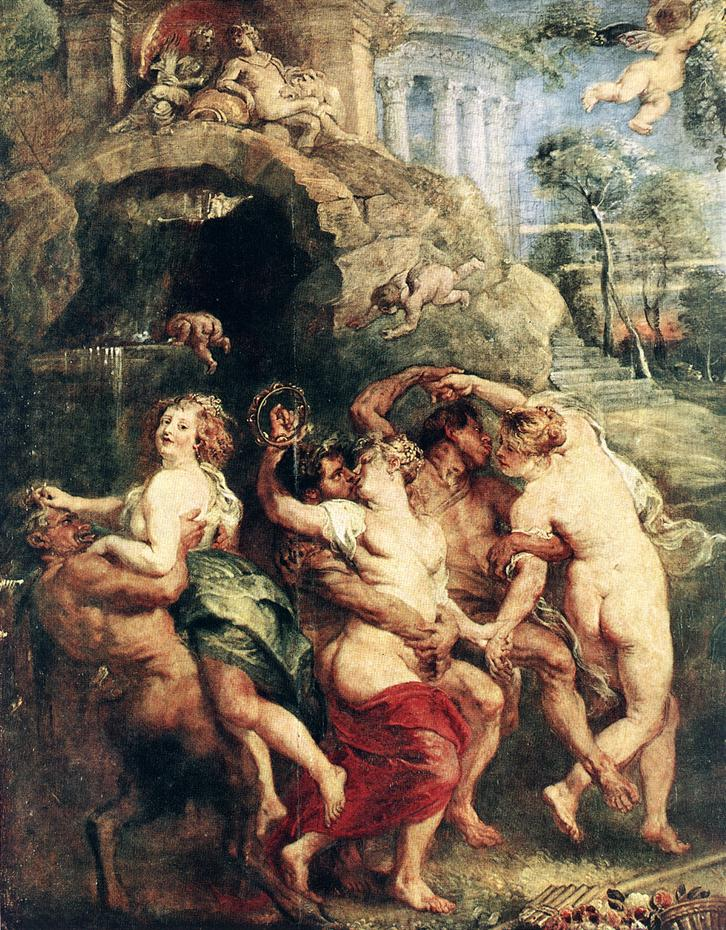
踊るニンフとサテュロス。左端のニンフは、ルーベンスの妻エレーヌにもとづいている。

ルーベンスは『エイコネス』と『祭暦』の主な要素を自身のオリジナル要素と組み合わせ、生気溢れる婚姻の喜びの寓意を創作しており、そこでは「豊満な官能性が結婚の属性と1つにされ、高められている」。
『カピトリーノのヴィーナス』（カピトリーノ美術館、ローマ）のポーズをしたヴィーナスの彫像は、本作の焦点となっている。彫像は侍女に取り巻かれており、侍女たちは踊り、浮かれ騒いでいるキューピッド、サテュロス、ニンフ、マイナス (ギリシア神話) に取り巻かれている。ルーベンスは、絵画にオウィディウスの記述する3つの階級の女性をすべて描いている。よい身なりをした寡婦は、儀式を執り行っている姿で表されている。1人は彫像を洗浄し、もう1人は祈る姿勢で燃え盛る三脚から香をフォルトゥーナ・ウィリリスに捧げている。踊るキューピッドの集団は一時的に道を開け、供物の人形をヴィーナスに捧げるために急いでいる2人の花嫁を通している。娼婦たちもまた登場している。はためく布地を羽織っている以外には裸体の彼女たちは、ヴィーナスの足元に立っている。1人は櫛を掴み、女神が自身の姿が見えるよう鏡を持ち上げている。水が滝のように流れ出て、水盤に溢れている洞窟の背後には、ヴィーナスの神殿が見える。ルーベンスはオウィディウスのように儀式的に入浴している人物を誰一人描いていないが、洞窟内の水盤はその慣行に言及している。
ルーベンスは、ティツィアーノのように画面を陽気なキューピッドの集団で満たしている。しかし、ルーベンスは自身の個性的な特徴をキューピッドとしてのプットに用いている。キューピッドの中には羽根のない女児として表されているものもいる。美術史家のフィリップ・フェールは、画面前景右側で2組のハトのつがいに伴われている恋人たちはキューピッドとプシュケーで、婚姻が愛を高めることを強調していると提唱した。別のキューピッドは、オウィディウスの記述「今、彼女はみずみずしい花と、新たに芽が出たバラを贈られている」に合わせてヴィーナスの頭部にバラの冠を載せている。踊っていないキューピッドたちは、麦の束とブドウの房に加えて、ピロストラトスの記述通りヴィーナスのリンゴを集めている。麦とブドウはそれぞれケレスとバッカスのアトリビュート（人物を特定するもの）であり、神としての彼らは洞窟の上の座像として表現されている。この食物の要素はルーベンスの官能的描写を高めるものである。プブリウス・テレンティウス・アフェルの戯曲にある不朽の格言は、「ケレスとバッカスがいないとヴィーナスは凍えてしまう」と述べているからである。
洞窟の前で浮かれ騒ぐニンフとサテュロスは、純粋な性欲のバッカス祭的な表現である。ルーベンスは、画面左端のニンフのモデルとして彼の若い妻エレーヌ・フールマンを用いている。ニンフは身体を傾げているサテュロスに高く持ち上げられつつ、彼の角を淫らに掴み、画面の外を物知り顔で見つめている。